# العلاقات الدومينيكية اللوكسمبورغية
العلاقات الدومينيكية اللوكسمبورغية هي العلاقات الثنائية التي تجمع بين دومينيكا ولوكسمبورغ.

## مقارنة بين البلدين
هذه مقارنة عامة ومرجعية للدولتين:
| وجه المقارنة                                              | دومينيكا              | لوكسمبورغ                                                     |
| --------------------------------------------------------- | --------------------- | ------------------------------------------------------------- |
| المساحة (كم2)                                             | 751                   | 2.59 ألف                                                      |
| عدد السكان (نسمة)                                         | 73.92 ألف             | 599.45 ألف                                                    |
| الكثافة السكانية (ن./كم²)                                 | 9.84 ألف              | 231.45                                                        |
| العاصمة                                                   | روسو                  | لوكسمبورغ                                                     |
| اللغة الرسمية                                             | لغة إنجليزية          | اللغة اللوكسمبورغية، لغة فرنسية، اللغة الألمانية              |
| العملة                                                    | دولار شرق الكاريبي    | يورو، فرنك لوكسمبورغ                                          |
| الناتج المحلي الإجمالي (بليون دولار)                      | 562.54 مليون          | 62.40 مليار                                                   |
| الناتج المحلي الإجمالي (تعادل القوة الشرائية) بليون دولار | 789.63 مليون          | 58.13 مليار                                                   |
| الناتج المحلي الإجمالي الاسمي للفرد دولار أمريكي          | 7.12 ألف              | 101.45 ألف                                                    |
| الناتج المحلي الإجمالي للفرد دولار أمريكي                 | 10.88 ألف             | 101.93 ألف                                                    |
| مؤشر التنمية البشرية                                      | 0.724                 | 0.892                                                         |
| رمز المكالمات الدولي                                      | +1767                 | +352                                                          |
| رمز الإنترنت                                              | .dm                   | .lu                                                           |
| المنطقة الزمنية                                           | 00، توقيت أطلنطي موحد | توقيت وسط أوروبا، ت ع م+01:00، ت ع م+02:00، أوروبا/لوكسمبورج ‏ |

## منظمات دولية مشتركة
يشترك البلدان في عضوية مجموعة من المنظمات الدولية، منها:
| علم المنظمة | اسم المنظمة                        | تاريخ انضمام دومينيكا | تاريخ انضمام لوكسمبورغ |
| ----------- | ---------------------------------- | --------------------- | ---------------------- |
|             | مؤسسة التنمية الدولية              | 29 سبتمبر 1980        | 4 يونيو 1964           |
|             | يونسكو                             | 9 يناير 1979          | 27 أكتوبر 1947         |
|             | وكالة ضمان الاستثمار متعدد الأطراف | 7 أكتوبر 1991         | 29 أغسطس 1991          |
|             | الأمم المتحدة                      | 18 ديسمبر 1978        | 24 أكتوبر 1945         |
|             | الاتحاد البريدي العالمي            | ?                     | ?                      |
|             | البنك الدولي للإنشاء والتعمير      | 29 سبتمبر 1980        | 27 ديسمبر 1945         |
|             | الاتحاد الدولي للاتصالات           | 28 أكتوبر 1996        | 2 مارس 1866            |
|             | منظمة حظر الأسلحة الكيميائية       | ?                     | ?                      |
|             | مؤسسة التمويل الدولية              | 29 سبتمبر 1980        | 4 أكتوبر 1956          |
|             | منظمة التجارة العالمية             | ?                     | ?                      |
|             | منظمة الشرطة الجنائية الدولية      | ?                     | ?                      |

## وصلات خارجية
- موقع وزارة الخارجية اللوكسمبورغية